# Morgan Pridy
Morgan Pridy (ur. 9 października 1990 w Vancouver) – kanadyjski narciarz alpejski, olimpijczyk.

## Kariera
Po raz pierwszy na arenie międzynarodowej Morgan Pridy pojawił się 1 grudnia 2005 roku w Nakiska, gdzie w zawodach FIS Race w gigancie zajął dziewiąte miejsce. Nigdy nie wystąpił na mistrzostwach świata juniorów. W zawodach Pucharu Świata zadebiutował 3 marca 2012 roku w Kvitfjell, zajmując 38. miejsce w zjeździe. Pierwsze pucharowe punkty wywalczył 7 grudnia 2013 roku w Beaver Creek, zajmując 24. miejsce w supergigancie. Najlepsze wyniki osiągnął w sezonie 2013/2014, który ukończył na 108. pozycji w klasyfikacji generalnej.
W 2014 roku wystartował na igrzyskach olimpijskich w Soczi, gdzie był między innymi dziesiąty w supergigancie. Rok później wziął udział w mistrzostwach świata w Vail/Beaver Creek, gdzie jego najlepszym wynikiem było 22. miejsce w tej samej konkurencji.

## Osiągnięcia

### Igrzyska olimpijskie
| Miejsce | Dzień     | Rok  | Miejscowość | Konkurencja     | Czas biegu  | Strata  | Zwycięzca      |
| ------- | --------- | ---- | ----------- | --------------- | ----------- | ------- | -------------- |
| 20.     | 14 lutego | 2014 | Soczi       | Superkombinacja | 2:45,20 min | +4,83 s | Sandro Viletta |
| 10.     | 16 lutego | 2014 | Soczi       | Supergigant     | 1:18,14 min | +1,05 s | Kjetil Jansrud |
| 33.     | 19 lutego | 2014 | Soczi       | Gigant          | 2:45,29 min | +6,67 s | Ted Ligety     |

### Mistrzostwa świata
| Miejsce | Dzień    | Rok  | Miejscowość       | Konkurencja     | Czas biegu  | Strata  | Zwycięzca       |
| ------- | -------- | ---- | ----------------- | --------------- | ----------- | ------- | --------------- |
| 22.     | 5 lutego | 2015 | Vail/Beaver Creek | Supergigant     | 1:15,68 min | +1,62 s | Hannes Reichelt |
| 36.     | 7 lutego | 2015 | Vail/Beaver Creek | Zjazd           | 1:43,18 min | +3,14 s | Patrick Küng    |
| DNF2    | 8 lutego | 2015 | Vail/Beaver Creek | Superkombinacja | 2:36,10 min | -       | Marcel Hirscher |

### Puchar Świata

#### Miejsca w klasyfikacji generalnej
- sezon 2013/2014: 108.
- sezon 2014/2015: 110.

#### Miejsca na podium w zawodach
Jak dotąd Pridy nie stanął na podium zawodów PŚ.